# Катай
Ката́й (баш. ҡатай) — башкирское племя тюрко-монгольского происхождения, также участвовали в этногенезе крымских татар и ногайцев.

## Родовой состав
Племя катай состояло из родов бала-катай, идель-катай, инзер-катай, кузгун-катай, улу-катай, ялан-катай.

## Этническая история
Этноним «катай» также присутствует у гагаузов, казахов, каракалпаков, киргизов, узбеков.
Считается, что катаи происходят от киданей.
На формирование племени катай повлияло их пребывание в XI—XII веках в среде кипчаков. 

## Расселение
Племена были расселены в верховьях рек Белая, Уфа, долинах рек Большой и Малый Инзер, Большой и Малый Ик, междуречье Синары и Течи.
В конце XVIII—XIX веках территория расселения племени входила в Верхнеуральский, Екатеринбургский, Красноуфимский, Троицкий, Челябинский и Шадринский уезды, а в период кантонной системы управления — во 2-й, 3-й, 4-й Загорный, 4-й Западный, 5-й и 6-й башкирские кантоны.
Ныне данные территории входят в Архангельский, Альшеевский, Бакалинский, Белокатайском, Белорецком, Миякинском, Туймазинском и Чишминском районах Республики Башкортостан, Альменевском, Сафакулевском и Щучанском районах Курганской области, Аргаяшском, Кунашакском,  Нязепетровском, Сосновском, Троицком, Уйском и Чебаркульском районах Челябинской области.

## Символика

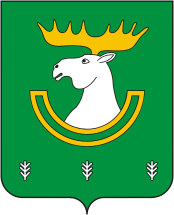

Символика рода бала-катай тамга дуга и животное лось отражена в гербе и флаге Белокатайского района Башкортостана

## Интересные факты
Башкирская фамилия Катаев происходит от катая — представителя рода Катай. Обрусевшие катаи стали Катаевыми.